# 신형원
신형원(辛炯琬, 1958년 2월 15일~)은 대한민국의 가수, 작곡가, 작사가, 교수이다. 대표적인 노래로는 "터", "개똥벌레", "서울에서 평양까지" 등이 있다.

## 생애
서울특별시 성동구 출신으로, 본관은 영월이다. 1982년 '불씨', '유리벽'으로 데뷔했으며, 1987년 2집 '개똥벌레'로 MBC 아름다운 노래 대상 금상을 수상했다. 방송사프로듀서들이 뽑은 한국방송프로듀서상 가수상, 가장 문학적인 가수상(한국문인협회 주최)을 수상하였으며 대한민국 제15대 대통령 김대중의 공식 추모곡인 '당신은 우리입니다'의 작곡과 노래를 맡았다. 박원순시장과 함께 세계환경올림픽 람사르총회 홍보대사를 맡았으며 제1회 민족통일 음악회(MBC주최) 평양공연에서 남측대표 가수로 공연했다. 사회성이 짙은 노래를 따뜻한 인간애에 담아 노래하는 가요계에 독보적인 가수이다.

## 학력
- 서울교육대학교 부설초등학교 졸업
- 옥수여자중학교 졸업
- 무학여자고등학교 졸업
- 동덕여자대학교 실용음악학과 졸업
- 단국대학교 대학원 공연예술학과 예술학 석사

## 경력
- 경희대학교 포스트모던음악과 교수 (2003년 ~ 현재)
- 한국음악실연자연합회 부회장 역임
- 굿뮤직 대표

## 수상
- 1995년 한국문인협회주최 가장 문학적인 가수상
- 1993년 한국방송프로듀서상 가수상
- 1988년 한국가요 좋은노래말 대상
- 1987년 MBC 아름다운노래대상 금상

## 방송
- 2019년 TV조선 두 번째 서른
- 1999년 KBS 국제방송 신형원의 가요산책
- 1992년 CBS 12시에 만납시다

## 광고
- 1993년 도서출판 장원 꿈이 있는 젊음(BGM 신형원 - 더 좋은날)

## 앨범
- 1982년 옴니버스 앨범 《불씨, 유리벽》
- 1984년 1집 《사람들》
- 1987년 2집 《개똥벌레》
- 1988년 3집 《옷》
- 1990년 4집 《작은 창》
- 1990년 베스트 앨범 《지난날 신형원》
- 1992년 5집 《우리를 슬프게 하는 것들》
- 1995년 6집 《서울에서 평양까지》
- 2000년 7집 베스트앨범과 신곡 《신형원 Best 2000》
  - 그 외 프로젝트앨범 8장

## 홍보 대사
- 2006년 람사총회 홍보대사[3]
- 2011년 광주시 인권헌장 제정위원
- 2013년 월드비전 홍보대사[4]